# Derde Limfjordverbinding
De Derde Limfjordverbinding is een geplande autosnelweg in Denemarken. De weg moet in de buurt van Aalborg een vaste verbinding over de Limfjord gaan verzorgen. Deze weg moet als alternatief gaan dienen voor de in 1933 geopende Limfjordbrug en de in 1969 geopende Limfjordstunnel, waar de Nordjyske Motorvej doorheen loopt.

## Varianten
In het vooronderzoek werden drie varianten onderzocht. Twee varianten gaan uit van een verbinding ten westen van Aalborg. De ene loopt over het eiland Egholm, de tweede variant kruist het Limfjord iets oostelijker bij de buurt Lindholm. Een derde oostelijke variant loopt door een tunnel die parallel ligt aan de huidige Limfjordstunnel. In 2011 werd het onderzoek naar de verbinding overgedragen aan het Vejdirektoratet, de Deense variant van Rijkswaterstaat.
Uiteindelijk werd gekozen voor de meest westelijke variant over Egholm. Dit is een traject van ongeveer twintig kilometer, met een tunnel onder het Limfjord naar de zuidkant van Egholm en een lage brug over de noordelijke tak, het Nørredyp.

## Besluit tot uitvoering
Het Deense parlement, de Folketing, heeft een aantal besluiten genomen die belangrijk waren voor het opstarten van de planning en uitvoeringsfase van het project. Eind juni 2021 werd het Infrastructuurplan 2035 goedgekeurd. Daarin werd voor de Derde Limfjordverbinding 7.014 miljoen Deense Kronen (DKK) gereserveerd. Op 14 mei 2024 werd de Bouwwet voor de derde Limfjordverbinding aangenomen. De wet trad per 1 juli in werking en toen kon het Vejdirektoratet met de gedetailleerde voorbereidingen beginnen.

## Voorbereidingen
In 2024 werd gewerkt aan milieueffectrapportages. In januari 2025 werd het ingenieursbureau Cowi ingehuurd als adviseur. Cowi heeft eerder het ontwerp geleverd voor de Grote Beltbrug en Sontbrug (bekend van de Deens-Zweedse misdaadserie The Bridge). Voor de ontwerp en uitvoeringsfase van het project is een bedrag van zo'n 8,9 miljard DKK (2024) beschikbaar.
Eind januari en begin februari werd overleg gevoerd met bewoners/eigenaren wiens land wordt onteigend. In Denemarken hoort daarbij ook een inspectie van het traject met betrokkenen en geïnteresseerden. Daarvoor werden met vlaggen de middellijnen van de wegen uitgezet. De bevindingen van het overleg worden meegenomen in de detaillering van het ontwerp en uitvoering.

## Tegenstand
Een burgerbeweging tegen de snelweg zamelde in 2024 ruim 1 miljoen DKK in, om een rechtszaak tegen de Deense staat aan te spannen. In een 128 bladzijden lange dagvaarding wordt onder meer kritiek geuit op geluidsberekeningen, genegeerde asbestdepots en schending van regels rond Natura 2000-gebieden. Zo zou er geen onderzoek gedaan zijn naar alternatieven die het leefgebied van de otter ontzien. Daarnaast werden een hele serie procedurefouten en te vroege politieke inmenging genoemd.